# Artūras Listavičius
Artūras Listavičius (*  5. November 1970) ist ein litauischer Manager, Vizepräsident des Konzerns „MG Baltic“.

## Leben
Sein Vater ist Juozas Listavičius (* 1929), Ökonom und Politiker, Mitglied des Seimas. Die Mutter ist Vida Listavičienė.
Nach dem Abitur 1988 an der 50. Mittelschule Vilnius absolvierte Artūras 1993 das Diplomstudium der Wirtschaftskybernetik (Spezialisierung: Analyse der Wirtschaftssysteme) an der Vilniaus universitetas. 
Von 1993 bis 2002 war er Generaldirektor und Vorstandsvorsitzende der UAB „Mineraliniai vandenys“, von 2001 bis 2004 Vorstandsvorsitzende der UAB „MG Baltic Trade“, von 2002 bis 2003  Generaldirektor und Vorstandsvorsitzende der UAB „Tromina“. 2003–2004 war er Generaldirektor und Vorstandsvorsitzende der AB „Stumbras“, von 2004 bis 2011 Vorstandsvorsitzende der AB „Biofuture“.
Seit September 2011 ist er Präsident des Spirituosenhändler-Verbands (Alkoholiniais gėrimais prekiaujančių įmonių asociacija, AGPĮA).
Er war Kandidat zum litauischen Parlament im Wahlbezirk Akmenė-Joniškis.
Er ist verheiratet. Mit Frau Daiva hat er die Töchtern Lina und Agnė.